# 石化 (虚构作品)
石化在神话、文学、影视和電子遊戲等虚构作品很普遍，指人物或動物變成石頭或無法動彈的狀態。一般來說是由具有此種能力的角色對其他角色實施攻擊，被「石化」的角色無法移動並失去技能。石化的特徵是例如人物的衣物、武器、皮膚、飾品統統變為灰色，甚至變為石頭。被石化後的角色若再遭受攻擊，將會粉身碎骨而死亡。

## 動畫和漫畫作品
在不同動漫作品中，有不少劇情描述主角或其伴侶、朋友等重要人物遇上具有石化攻擊能力的對手或怪物，因而被石化。有些作品的角色中招時並不會立即變成石像，而是一段時間才變成石化狀態。當攻擊者死亡後，被石化者多會復原。 

## 电子游戏
在部分遊戲中，石化狀態會在一定時間後自動解除；也有一些是必須消滅原攻擊者，石化才會解除；另有些必須用特殊道具或魔法才能解除。
在電子角色扮演遊戲系列《最終幻想》中，名為「Break」（ブレイク）的魔法和邪惡瞪「Gaze」具有石化他人的能力。當己方全員均被石化時，遊戲會結束。
在美國西部和牛仔電子角色扮演遊戲系列《狂野歷險》中，遇上不少生物機械系怪物襲擊玩家方的角色。它們會運用「石化」來阻止玩家攻擊和逃走，一旦中招後立即「石化」。若全部成員被石化，便會被當作失敗。